# Laagpakket van Kleine-Spouwen

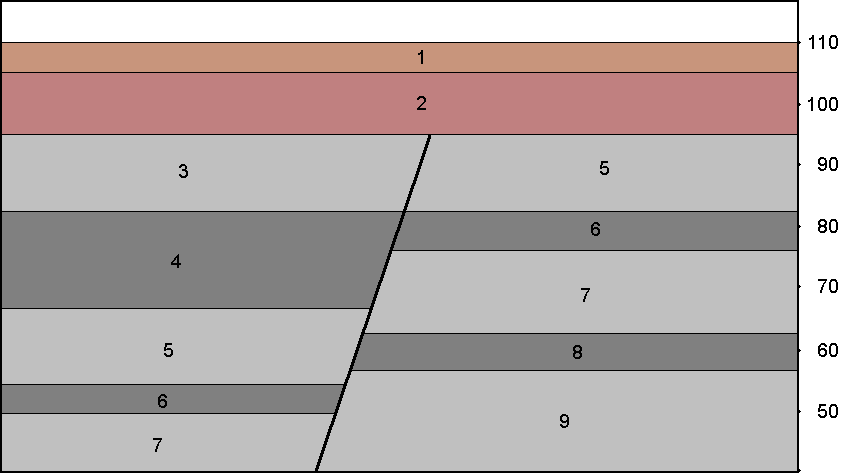
De Geullebreuk in de bodem van het Bunderbos met verschillende laagpakketten:
1. löss (Laagpakket van Schimmert)
2. Maasgrind (Formatie van Beegden)
3. Laagpakket van Kakert
4. Laagpakket van Boom
5. Laagpakket van Waterval
6. Laagpakket van Kleine-Spouwen
7. Laagpakket van Berg
8. Laagpakket van Goudsberg
9. Laagpakket van Klimmen

Het Laagpakket van Kleine-Spouwen, ook aangeduid als Afzettingen van Kleine-Spouwen, Laag van Kleine-Spouwen of Klei van Kleine-Spouwen, is een afzetting uit de Formatie van Rupel in de Midden-Noordzee Groep. Het laagpakket werd marien afgezet in een zee in het Oligoceen (Rupelien).
Het laagpakket is vernoemd naar het dorp Kleine-Spouwen.

## Geschiedenis
Tijdens het midden Rupelien bevond zich hier een zee waarin een pakket klei werd afgezet.

## Gebied
Het Laagpakket van Kleine-Spouwen is afgezet in de noordelijke helft van Nederlands Zuid-Limburg en in aangrenzend Duitsland en België. De afzettingen komen in Zuid-Limburg dicht onder of aan de oppervlakte voor in de omgeving van Ulestraten en in de oostelijke helling van het Maasdal tussen Bunde en Elsloo. Een voorbeeld waar dit laagpakket voorkomt is in de bodem onder de Groeve Waterval in het Vliekerbos, waar het laagpakket direct onder de in de groeve ontgonnen Laagpakket van Waterval gelegen is. In het Bunderbos is het laagpakket op verschillende dieptes aanwezig als gevolg van de Geullebreuk (breuk met verzet), waardoor het laagpakket ten zuiden van de breuk op ongeveer 30 meter diep onder het oppervlak ligt en ten noorden van de breuk ongeveer 60 meter diep.
In de omgeving van Ulestraten, en tussen Bunde en Elsloo bevinden zich sporen van oude vervallen kleigroeven, waarin tot in de 19e eeuw klei werd afgegraven die naar Maastricht werd getransporteerd.

## Afzettingen
Het Laagpakket van Kleine-Spouwen bestaat uit fossielrijke en septariahoudende klei met horizontale gelaagdheid. Het pakket bestaat voor het grootste deel uit nuculaklei: zwak tot sterk zandige donkergekleurde klei die enige kalk bevatten in de vorm van resten van Nuculaschelpjes. De dikte van het kleipakket varieert van anderhalf tot vijf meter.